# 感情調節
感情調節（かんじょうちょうせつ、英: Emotional self-regulation）とは、経験の継続的な要求に対して感情の範囲で、社会的に許容され、自発的な反応を許すのに十分に柔軟で、必要に応じてその反応を遅らせて応答する能力である。また、感情反応を監視、評価、修正する責任を持つ外因性および内因性プロセスとして定義することもできる。感情の自己調節は、より広範な感情調節プロセスの一部であり、自分自身の感情の調節と対人感情の調節の両方を含む
感情調節は、特定の状況における自分の状態や行動を開始、抑制、または調整する複雑なプロセスである—例えば、主観的な経験（感情）、認知的反応（思考）、感情関連の生理的反応（例えば心拍数やホルモン活動）、感情関連の行動（身体的行動や表現）などがある。機能的には、感情調節は、タスクに注意を集中する傾向や、指示の下で不適切な行動を抑制する能力などのプロセスを指すこともある。感情調節は人間の生活において非常に重要な機能である
毎日、人々は様々な潜在的に興奮を引き起こす刺激に継続的にさらされている。このような刺激に対する不適切な、極端な、または無制限の感情反応は、社会内での機能的な適合を妨げる可能性がある。そのため、人々はほとんど常に何らかの形の感情調節に従事する必要がある。一般的に言えば、感情調節障害は、思考、行動、相互作用の組織と質に対する感情的な覚醒の影響を制御することの困難さとして定義されている。感情的に不調整な個人は、彼らの目標、反応、および/または表現モードと社会環境の要求との間にミスマッチがある反応パターンを示す。例えば、感情調節障害と抑うつ、不安、摂食障害、および薬物乱用の症状との間には重要な関連がある。より高いレベルの感情調節は、高いレベルの社会的コミュニケーション能力と社会的に適切な感情の表現の両方に関連している可能性が高い

## 理論

### プロセスモデル
感情調節のプロセスモデルは、感情のモーダルモデルに基づいている。感情のモーダルモデルは、感情生成プロセスが時間の経過とともに特定の順序で発生することを示唆している。この順序は以下のように進行する：
1. 状況：シーケンスは感情的に関連する状況（実際のものまたは想像上のもの）から始まる。
2. 注意：注意が感情的な状況に向けられる。
3. 認知的評価：感情的な状況が評価され解釈される。
4. 反応：感情的な反応が生成され、経験的、行動的、および生理的反応システムにおいて緩やかに調整された変化が生じる。

感情的な反応（4.）が状況（1.）に変化をもたらす可能性があるため、このモデルは（4.）反応から（1.）状況へのフィードバックループを含んでいる。このフィードバックループは、感情生成プロセスが再帰的に発生し、継続的で動的であることを示唆している
プロセスモデルは、感情生成プロセスのこれら四点のそれぞれが調節の対象となり得ると主張している。この概念化から、プロセスモデルは感情生成プロセスの特定の点の調節に対応する5つの異なる感情調節ファミリーを想定している。それらは以下の順序で発生する：
1. 状況選択
2. 状況修正
3. 注意配置
4. 認知的変化
5. 反応調整

プロセスモデルはまた、これらの感情調節戦略を先行焦点型と反応焦点型の2つのカテゴリーに分けている。先行焦点型戦略（つまり、状況選択、状況修正、注意配置、認知的変化）は、感情反応が完全に生成される前に発生する。反応焦点型戦略（つまり、反応調整）は、感情反応が完全に生成された後に発生する

## 戦略

### 状況選択
状況選択は、将来の感情的状況を避けるか近づくかを選択する感情調節戦略である。ある人が感情的に関連する状況を避けるか離脱することを選択した場合、彼らは感情を経験する可能性を減少させている。あるいは、ある人が感情的に関連する状況に近づくか関与することを選択した場合、彼らは感情を経験する可能性を増加させている
状況選択の典型的な例は、例えば親が子どもを感情的に不快な状況から引き離すような対人関係において見られる。状況選択の使用は精神病理学においても見られる。例えば、感情を調節するための社会的状況の回避は、社交不安障害や回避性パーソナリティ障害を持つ人々に特に顕著である。
効果的な状況選択は常に容易なタスクではない。例えば、人間は将来の出来事に対する感情予測に困難を示す。したがって、どの感情的に関連する状況に近づくか避けるかについて、正確で適切な決定を下すのに苦労する可能性がある

### 状況修正
状況修正には、感情的な影響を変えるために状況を修正する努力が含まれる。状況修正は特に、外部の物理的環境を変更することを指す。感情を調節するために自分の「内部」環境を変更することは認知的変化と呼ばれる。若年者と高齢者はまた、消費する材料のタイプが否定的、中立的、肯定的のいずれであるかを反映して、状況修正によって異なる方法で感情を調節しているようである。リビングストーンとアイザコウィッツは、若年者と高齢者が異なるタイプの資料を見る際に観察し、見たい資料をスキップする選択肢があった研究を行った。その結果、高齢者は否定的な資料をより良く調節し、主にポジティブな面に集中することができるのに対し、若年者もポジティブな資料を消費するが、それほど修正を行わないことが分かった。これは、私たちが年を重ねるにつれて、状況修正と感情的に自己調節する能力についてより良い理解を得ることを示している
状況修正の例には、笑いを引き出すためにスピーチにユーモアを加えることや、自分と他の人との間の物理的距離を広げることなどが含まれる。

### 注意配置
注意配置には、感情的な状況に向けてまたはそれから離れて注意を向けることが含まれる

#### 気晴らし
気晴らしは、注意配置の一例であり、初期選択戦略であり、感情的な刺激から注意をそらして他のコンテンツに向けることを含む。気晴らしは痛みのおよび感情的な体験の強度を減少させ、感情に関連する顔の反応と扁桃体のニューラルな活性化を減少させ、さらに感情的苦痛を軽減することが示されている。再評価とは対照的に、個人は高い否定的感情強度の刺激に直面する際に気晴らしに相対的な選好を示す。これは、気晴らしが高強度の感情的内容を簡単にフィルタリングするためであり、そうした内容は相対的に評価し処理するのが難しいだろう

#### 反芻
反芻は、注意配置の一例であり、自分の苦痛の症状とそれらの症状の原因と結果に対して、受動的かつ反復的に注意を集中させることと定義される。反芻は一般的に感情的苦痛を悪化させる傾向があるため、不適応的な感情調節戦略と考えられている。それはまたうつ病を含む多くの障害にも関連している

#### 心配
悩みは注意配置の一例であり、将来の潜在的な否定的な出来事に関連する思考やイメージに注意を向けることを含む。これらの出来事に焦点を当てることで、心配は激しい否定的感情と生理的活動の下方調節を助けるのに役立つ。心配が時に問題解決を含むこともあるが、絶え間ない心配は一般的に不適応と考えられており、特に全般性不安障害を含む不安障害の一般的な特徴である

#### 思考抑制
思考抑制は注意配置の一例であり、特定の思考や心象から他の内容に自分の注意を向け直す努力を含み、それによって自分の感情状態を修正する。思考抑制は望ましくない思考からの一時的な安堵を提供するかもしれないが、皮肉にもさらに多くの望まない思考の生成を促進する可能性がある。この戦略は一般的に不適応と考えられており、最も強迫性障害に関連している

### 認知的変化
認知的変化には、状況の感情的意味を変えるために状況をどのように評価するかを変えることが含まれる

#### 再評価
再評価は認知的変化の一例であり、後期選択戦略であり、出来事の意味の変更を含み、その感情的影響を変える。それはさまざまなサブ戦略を包含しており、たとえばポジティブな再評価（刺激のポジティブな側面を作成し、それに焦点を当てる）、脱中心化（「大局を見る」ことで視野を広げて出来事を再解釈する）、架空の再評価（出来事が現実ではないという信念を採用または強調する、例えば「ただの映画」または「ただ私の想像」であると）などがある。再評価は生理的、主観的、そしてニューラルな感情反応を効果的に減少させることが示されている。気晴らしとは対照的に、個人は低い否定的感情強度の刺激に直面する際に再評価に相対的な選好を示す。なぜなら、これらの刺激は相対的に評価し処理するのが容易だからである
再評価は一般的に適応的な感情調節戦略と考えられている。多くの心理的障害と正の相関がある抑制（思考抑制と表出抑制の両方を含む）と比較して、再評価はより良い対人的結果と関連し、ウェルビーイングと正の関係を持つことができる。しかし、一部の研究者は、戦略の適応性を評価する際にはコンテキストが重要であると主張し、いくつかのコンテキストでは再評価が不適応である可能性があることを示唆している。さらに、いくつかの研究は、再評価が繰り返しのストレスに対する生理学的反応に影響を与えないあるいは影響しないことを示している

#### 距離化
距離化は認知的変化の一例であり、感情的な出来事を評価する際に独立した三人称の視点を取ることを含む。距離化は自己反省の適応的な形態であることが示されており、否定的に価値づけられた刺激の感情的処理を促進し、否定的刺激に対する感情的および心血管的反応性を減少させ、問題解決行動を増加させる

#### ユーモア
ユーモアは認知的変化の一例であり、効果的な感情調節戦略であることが示されている。特に、ポジティブで善意のあるユーモアはポジティブな感情を上方調節し、ネガティブな感情を下方調節するのに効果的であることが示されている。一方、ネガティブで意地悪なユーモアはこの点で効果が低い

### 反応調整
反応調整には、経験的、行動的、および生理的反応システムに直接影響を与えようとする試みが含まれる

#### 表出抑制
表出抑制は反応調整の一例であり、感情表現を抑制することを含む。それは顔の表現力、ポジティブな感情の主観的感情、心拍数、および交感神経系の活性化を効果的に減少させることが示されている。しかし、この戦略がネガティブな感情を下方調節するのに効果的かどうかについての研究結果は様々である。研究はまた、表出抑制は社会的つながりの減少や関係構築のより大きな困難と相関するなど、ネガティブな社会的影響を持つ可能性があることを示している
表出抑制は一般的に不適応な感情調節戦略と考えられている。再評価と比較して、それは多くの心理的障害と正の相関があり、より悪い対人的結果と関連し、ウェルビーイングと負の関係があり、比較的かなりの量の認知的リソースの動員を必要とする。しかし、一部の研究者は、戦略の適応性を評価する際にはコンテキストが重要であると主張し、いくつかのコンテキストでは抑制が適応的かもしれないことを示唆している

#### 薬物使用
薬物使用は反応調整の一例であり、感情に関連する生理的反応を変えるために使用することができる。例えば、エタノールは鎮静薬および抗不安薬効果を、交感神経β受容体遮断薬は交感神経の活性化に影響を与えることができる

#### 運動
フィジカルトレーニングは反応調整の一例であり、否定的感情の生理的および経験的効果を下方調節するために使用することができる。定期的な身体活動はまた、感情的苦痛を減らし、感情的コントロールを改善することが示されている。運動はホルモン調節を通じて感情的健康と調節を向上させることが証明されている

#### 睡眠
睡眠は感情調節に役割を果たすが、ストレスと心配も睡眠を妨げることがある。研究によると、特にレム睡眠は、以前の感情的経験に反応する扁桃体（感情の処理に関与することが知られている脳構造）の反応性を下方調節することが示されている。反対に、睡眠不足は否定的でストレスの多い刺激に対するより大きな感情反応性または過剰反応と関連している。これは扁桃体の活動の増加と、扁桃体を抑制によって調節する前頭前皮質との接続の切断の両方の結果であり、それらが一緒になって過剰に活発な感情脳をもたらす。その結果、感情コントロールの欠如により、睡眠不足はうつ病、衝動性、および気分の変動と関連している可能性がある。さらに、睡眠不足がポジティブな刺激や出来事に対する感情反応性を減少させ、他者の感情認識を損なう可能性があるという証拠もある

#### 境界性パーソナリティ障害（BPD）
極端な形では、反応調整の問題は境界性パーソナリティ障害（BPD）と相関している。BPDは感情、他者との関係、自己イメージ、および行動を調節する際の持続的な不安定性によって特徴づけられる。これは自己破壊、リスク行動、衝動性、攻撃性につながる可能性がある。研究によると、高まった感情反応は、誇張された扁桃体反応と感情を調節する役割を持つ前帯状皮質の障害のためである可能性が示されている。これは強い感情反応につながる可能性がある

## 心理療法における応用
感情調節戦略は教えられ、感情調節の問題は、認知行動療法（CBT）、弁証法的行動療法（DBT）、感情焦点化療法（EFT）、およびマインドフルネス認知療法（MBCT）を含むさまざまなカウンセリングと心理療法のアプローチで治療される
例えば、DBTで定式化された関連する記憶術は「ABC PLEASE」である：
- ポジティブな経験をAccumulate（蓄積）する。
- 有能で効果的だと感じるアクティビティに積極的に参加することで、Build mastery（熟達を構築）し、学習性無力感と戦う。
- Cope ahead（前もって対処）し、行動計画を準備し、調査し、（必要であれば熟練したヘルパーと）練習する。
- Physical illness treatment and prevention（身体的疾患の治療と予防）を検診によって行う。
- 健康管理の専門家によって管理される疾患に対するLow vulnerability（低い脆弱性）。
- Eating healthy（健康的な食事）。
- （処方されていない）気分変更薬物をAvoiding（回避する）。
- Sleep healthy（健康的な睡眠）。
- 定期的にExercise（運動）する。

## 発達的プロセス

### 乳児期
乳児期の内因性感情調節の努力は、主に生来の生理的反応システムによって導かれていると考えられている。これらのシステムは通常、快または不快な刺激への接近と回避として現れる。3か月の乳児は自己鎮静行動（吸うなど）に従事し、苦痛の感覚に反射的に反応し、それを信号で示すことができる。例えば、乳児は眉をひそめたり唇を圧縮することで、怒りや悲しみを抑えようとしているのが観察されている
3か月から6か月の間に、基本的な運動スキルと注意メカニズムが感情調節に役割を果たし始め、乳児が感情的に関連する状況により効果的に近づいたり避けたりすることができるようになる。乳児は調節目的のために自己気晴らしや助けを求める行動にも従事するかもしれない。1歳の時点で、乳児は運動能力の向上により、より積極的に周囲を移動し、感情的刺激により柔軟に反応することができるようになる。彼らはまた、養育者が彼らに調節のサポートを提供する能力を理解し始める。例えば、乳児は一般的に恐怖を調節することが難しい。その結果、彼らはしばしば養育者の慰めと注意を引くような方法で恐怖を表現する方法を見つける
養育者による外因性感情調節の努力（状況選択、修正、気晴らしを含む）は、乳児にとって特に重要である。乳児の苦痛を軽減したりポジティブな感情を上方調節するために養育者が用いる感情調節戦略は、乳児の感情的および行動的発達に影響を与え、彼らに特定の戦略や調節方法を教えることができる。したがって、養育者と乳児の間の愛着スタイルのタイプは、乳児が使用することを学ぶ可能性のある調節戦略において意味のある役割を果たす可能性がある
最近の証拠は、母親の歌が乳児の感情調節にポジティブな効果があるという考えをサポートしている。遊び歌を歌うことは、ポジティブな感情の延長や苦痛の軽減という目に見える感情調節の結果をもたらすことができる。社会的絆の形成の促進に加えて、動きや律動的なタッチと組み合わせると、感情調節のための母親の歌は、NICUの乳児や深刻なパーソナリティや適応困難を抱える成人の介護者にも応用の可能性がある

### 幼児期
最初の年の終わりまでに、幼児は否定的な覚醒を減少させるための新しい戦略を採用し始める。これらの戦略には、自分自身を揺すったり、物を噛んだり、彼らを動揺させるものから離れたりすることが含まれる。2歳の時点で、幼児は感情調節戦略をより積極的に採用できるようになる。彼らは特定の感情調節戦術を適用して、様々な感情状態に影響を与えることができる。さらに、脳機能、言語、および運動スキルの成熟により、幼児はより効果的に感情反応と覚醒レベルを管理できるようになる
外因性感情調節は幼児期の感情発達に重要なままである。幼児は養育者から感情や行動をコントロールする方法を学ぶことができる。例えば、養育者は子どもを不快な出来事（例えば予防接種）から気をそらしたり、怖い出来事を理解するのを助けたりすることで、自己調節方法を教える手助けをする

### 児童期
感情調節の知識は児童期にかけてより実質的になる。例えば、6歳から10歳の子どもは表示規則を理解し始める。彼らは特定の感情表現が社会的に最も適切であり、したがって調節されるべき状況を理解するようになる。例えば、子どもたちは贈り物を受け取ったときに、贈り物に対する実際の感情に関係なく、笑顔を見せるべきであることを理解するかもしれない。児童期には、より基本的な気晴らし、接近、回避戦術に代わって、より多くの認知的感情調節戦略を使用する傾向もある
子どもたちの感情調節障害の発達に関しては、ある頑健な発見によれば、家庭で頻繁にネガティブな感情にさらされる子どもは、高レベルのネガティブな感情を表示し、それを調節するのに困難を抱える可能性が高いことが示唆されている

### 青年期
青年期の若者は感情を調節する能力の著しい増加を示し、感情調節の意思決定はより複雑になり、複数の要因に依存する。特に、対人的結果の重要性が青年期に増加する。したがって、青年は感情を調節する際に、彼らの社会的文脈を考慮に入れる可能性が高い。例えば、青年は仲間から共感的な反応が期待される場合、より多くの感情を表示する傾向を示す
さらに、青年期には認知的感情調節戦略の自発的使用が増加し、それは自己報告データと神経学的マーカーの両方によって証明されている

### 成人期
人が年を取るにつれて、社会的喪失が増え、健康は低下する傾向がある。人々が年を取るにつれて、社会的つながりを通じて人生の感情的な意味を求める動機が高まる傾向がある。自律神経系の反応性は年齢とともに低下し、感情調節のスキルは向上する傾向がある
成人期の感情調節は、ポジティブおよびネガティブな感情性の観点からも検討することができる。ポジティブおよびネガティブな感情性とは、個人が感じる感情のタイプとそれらの感情が表現される方法を指す。成人期になると、高いポジティブな感情性と低いネガティブな感情性の両方を「青年期よりも迅速に」維持する能力が増す。人々が成人期を通じて進むにつれて、人生の課題へのこの反応は「自動化」されるようになるようである。したがって、個人が年齢を重ねるにつれて、感情を自己調節し、健康的な方法で感情に反応する能力が向上する
さらに、感情調節は若年成人と高齢者の間で異なる可能性がある。若年成人は内部のネガティブな感情を減少させるために「認知的再評価」を実践することにおいて、高齢者よりも成功していることが分かっている。一方、高齢者は以下の感情調節領域でより成功していることが分かっている：
- 可能な状況における「感情的覚醒」のレベルを予測する
- ネガティブな情報ではなくポジティブな情報により高い焦点を持つ
- 「快楽的幸福」（快楽の増加と苦痛の減少に基づく主観的幸福）の健全なレベルを維持する

## 視点の概要

### 神経心理学的視点

#### 感情的
人々が年齢を重ねるにつれて、彼らの情動——感情に反応する方法——は、ポジティブにもネガティブにも変化する。研究によると、ポジティブな感情は人が青年期から70代半ばまで成長するにつれて増加する。一方、ネガティブな感情は70代半ばまで減少する。研究はまた、感情、特に感情（ポジティブかネガティブか）が成人期に異なることを示している。いくつかの研究では、個人は年齢とともに感情を少なく経験すると発見したが、他の研究では、中年の成人は若年成人よりもポジティブな感情をより多く、ネガティブな感情をより少なく経験すると結論づけている。ポジティブな感情は女性よりも男性の方が高く、ネガティブな感情は男性よりも女性の方が高く、また独身者の方が高かった
年配の人々——中年期——がより少ないネガティブな感情を持つ理由は、「若さの試練と変転を乗り越え、少なくとも70代半ばまでは、よりポジティブな感情のバランスを経験する可能性が高まる」からかもしれない。ポジティブな感情は中年期には上昇するかもしれないが、人生の後年——70代——になると、ネガティブな感情も同様に低下し始める。これは健康状態の悪化、人生の終わりに近づくこと、友人や親戚の死などによるものかもしれない
ポジティブおよびネガティブな感情の基準値レベルに加えて、研究は刺激に対する感情反応の時間経過における個人差を発見している。感情調節の時間的ダイナミクス、いわゆる感情的精神時間学には、感情反応プロセスにおける2つの重要な変数が含まれる：ピーク感情反応までの上昇時間と、感情のベースラインレベルまでの回復時間である。感情的精神時間学の研究は通常、ポジティブおよびネガティブな感情を明確なカテゴリーに分けるが、以前の研究では、人間がこれらのカテゴリーの変化を（いくらかの相関にもかかわらず）互いに独立して経験する能力が示されている。感情的精神時間学の研究は、不安、気分、およびパーソナリティ障害を持つ臨床集団に対して行われてきたが、感情調節障害に対するさまざまな治療技術（マインドフルネストレーニングを含む）の有効性を測定するためにも使用されている

#### 神経学的
機能的核磁気共鳴画像法の発展により、生物学的レベルでの感情調節の研究が可能になった。特に、過去10年間の研究は、感情調節に神経学的基盤があることを強く示唆している。十分な証拠が、感情調節を前頭前野の特定の活性化パターンと相関させている。これらの領域には、眼窩前頭前皮質、腹内側前頭前皮質、および背外側前頭前皮質が含まれる。貢献することが分かっている2つの追加的な脳構造は、扁桃体と前帯状皮質である。これらの構造のそれぞれは感情調節のさまざまな側面に関与しており、1つあるいは複数の領域やそれらの間の相互接続における不規則性は、感情調節の失敗と関連している。これらの発見の含意は、前頭前野の活性化における個人差が感情調節のさまざまな側面におけるタスクを実行する能力を予測するということである

### 社会学的
人は直感的に表情を模倣する；それは健全な機能の基本的な部分である。非言語コミュニケーションに関する文化間の類似性は、それが実際に普遍的言語であるという議論を促した。感情調節が社会的状況で正しい反応を生成する能力において重要な役割を果たすと主張することができる。人間は意識的にも無意識的にも表情をコントロールしている：内在的な感情プログラムは世界との相互作用の結果として生成され、それはすぐに感情的反応を、そして通常は表情的反応をもたらす。感情が表情に影響を与えるというのはよく記録された現象であるが、最近の研究では逆も真である可能性があるという証拠が提供されている
この考えは、人が自分の感情をコントロールするだけでなく、実際に影響を与えることもできるという信念につながるだろう。感情調節は適切な状況に適切な感情を提供することに焦点を当てている。いくつかの理論は、各感情が環境の要求と生物の必要性を調整する特定の目的を果たしているという考えを示唆している（Cole, 1994）。このスキルは、すべての国籍で明らかではあるが、異なる年齢層での成功的な適用において変動を示すことが示されている。同じ不快な刺激に対して若年者と高齢者を比較する実験では、高齢者は否定的な対立を避けるような方法で感情的反応を調節することができた。これらの発見は、時間とともに人々が感情をより良く調節する能力を発達させるという理論をサポートしている。成人に見られるこの能力は、個人がいくつかの社会的状況でより適切と考えられる方法で反応することをより良く可能にし、有害と見なされる可能性のある不利な状況を避けることを可能にするようである。

#### 表出調節（孤独な条件下で）
孤独な条件下では、感情調節には最小化-小型化効果が含まれることがあり、一般的な外部表現パターンがトーンダウンされたバージョンの表現に置き換えられる。物理的表現（およびその調節）が社会的目的（つまり表示規則に従うあるいは外部者に感情を明らかにする）を果たす他の状況とは異なり、孤独な条件では感情を外部に表現する理由が必要ない（ただし、感情の強いレベルは目立つ表現を引き出す可能性がある）。この背景にある考えは、人々が年を取るにつれて、外部表現の目的（他の人々に訴えるため）は、訴えるべき人がいない状況では必要ないことを学ぶということである。その結果、これらの孤独な状況では感情表現のレベルが低くなる可能性がある。

### ストレス
個人がストレスに反応する方法は、感情を調節する能力と直接重複することがある。2つの概念は多くの点で異なるが、「ストレスへの対処と感情調節の両方は、健全な関係と自己アイデンティティに必要な感情調整と評価プロセスを含む」
ユーリー・V・シチェルバティクによれば、学校の試験などの状況での感情的ストレスは、タスクが実行される前に自己調節活動に従事することで減少させることができる。ストレス下での精神的および生理的プロセスに対する自己調節の影響を研究するために、シチェルバティクは28人の学生（両性）の実験群と102人の学生（両性）の対照群でテストを実施した
試験の直前、状況的ストレスレベルは両グループとも静かな状態よりも上昇した。実験群では、参加者は3つの自己調節技術（呼吸への集中、全身のリラクゼーション、および試験に合格するというメンタルイメージの作成）に従事した。試験中、実験群の不安レベルは対照群よりも低かった。また、実験群の不合格率は対照群の1.7倍少なかった。このデータから、シチェルバティクは、試験前に自己調節行動を適用することで感情的緊張のレベルを大幅に減少させることができ、それがより良いパフォーマンス結果につながる可能性があると結論づけた
感情調節はまた、実験室のストレスパラダイムにおけるストレスに対する生理学的反応と関連づけられている

### 意思決定
感情的自己調節プロセスの特定は、意思決定プロセスを容易にすることができる。感情調節に関する現在の文献は、人間が特徴的に感情経験をコントロールする努力をしていることを特定している。したがって、現在の状態の感情が感情調節戦略によって変更される可能性があり、その結果、異なる調節戦略が異なる決定意味を持つ可能性がある。

### デジタル感情調節
21世紀における日常生活でのデジタル機器やサービスの広範な採用に伴い、人々がこれらのツールを使って気分や感情を管理し調節するようになっているという証拠が増えている。感情調節のために使用されるデジタルリソースの範囲は広く、スマートフォン、ソーシャルメディア、ストリーミングサービス、オンラインショッピング、ビデオゲームなどが含まれる。このような自発的なデジタル感情調節の形態は、臨床的および非臨床的集団において明示的に感情調節をサポートしたり感情調節スキルを教えるために設計されたスマートフォンアプリなどのデジタル介入の使用と区別することができる。感情調節戦略のデジタル実装は、プロセスモデルのすべての段階とすべての戦略ファミリーで発生する可能性があり、対人感情調節も含まれる

## 低い自己調節の影響
感情調節の失敗があると、外傷的経験による心理社会的および感情的機能障害が増加し、これは感情を調節する能力の欠如による。これらの外傷的な経験は通常、小学校で発生し、時にいじめに関連している。適切に自己調節できない子どもたちは、自分の意志が通らない場合に叫んだり、拳で攻撃したり、物（椅子など）を投げたり、あるいは他の子どもたちをいじめたりするなど、様々な形で不安定な感情を表現する。このような行動は、しばしば社会環境からネガティブな反応を引き起こし、それが今度は、累積的連続性と呼ばれるプロセスで、元の調節問題を時間の経過とともに悪化させたり維持したりする可能性がある。これらの子どもたちは、教師や他の子どもたちとより対立ベースの関係を持つ可能性が高い。これはより深刻な問題につながる可能性があり、学校への適応能力の低下をもたらし、何年も後の学校中退を予測する。適切に自己調節できない子どもたちは、より多くの問題が出てくる十代の若者として成長する。彼らの仲間はこの「未熟さ」に気づき始め、これらの子どもたちはしばしば社会的グループから排除され、仲間によって冷やかされたり嫌がらせを受けたりする。この「未熟さ」は、一部の十代の若者がそれぞれの社会的グループで社会的アウトキャストになる原因となり、彼らが怒りを持って、そして潜在的に暴力的な方法で反発する原因となる。子ども時代にからかわれたり、アウトキャストになったりすることは、うつ病や不安などの心理的症状（感情調節障害が中心的役割を果たす）につながる可能性があるため、特に損害を与える可能性があり、それが今度はさらなる仲間からのいじめにつながる可能性がある。これが、できるだけ早期に子どもたちの感情的自己調節を促進することが推奨される理由である。

## 学校における作業療法
作業療法士(OT)は、米国のほとんどの公立および私立学校に統合された教育者である。彼らはクライアントのニーズを評価するために、精神的健康と活動分析の訓練を受けている。OTと学生は協力して、ストレス管理、社会的スキル、感情のラベリング、対処戦略、意識、問題解決、自己監視、判断、感情コントロール、その他の学校や家庭環境における意味のある健康的な習慣を作り出す。OTは感情調節のための正式な評価を完了し、各学生に対してクライアント中心の方法で治療することができる。さらに、彼らは家族との継続のために個別の家庭プログラムを作成することができる。例えば、OTは学生と協力して、作業療法士が開発したカリキュラム「The Zones of Regulation」に取り組むことができる。これは、証拠に基づいた知識、正式な評価、そして教室内での治療を活用して、感情的行動の自己調節を改善し、習慣の長期的な変化を生み出す。
感情調節に関する早期の教育へのアクセスは、不安、うつ病、およびネガティブな行動のリスク要因を軽減する。それにより、学生は学校と家庭環境のための健全な習慣を作り出すことができる。子どもたちは社会的スキル、遊び、スポーツ、学校などの活動に完全に参加するために、自分の感情を調節する方法を学ぶべきである。